# Oezdemirus trunculentus
Oezdemirus trunculentus är en stekelart som först beskrevs av Cameron 1885.  Oezdemirus trunculentus ingår i släktet Oezdemirus och familjen brokparasitsteklar. Inga underarter finns listade i Catalogue of Life.